# Либрация
Либрация е поклащането на Луната, наблюдавано от Земята, което се предизвиква от промяната на перспективата на наблюдателя. Това дава възможност на наблюдателя да вижда леко различни полукълба от повърхността на тялото. Либрацията е свързана с промените в привидния размер на Луната, породени от промяната в разстоянието до нея. Причинява се от три механизма, два от които водят до относително малка физическа свобода вследствие приливните сили на Земята. Такава либрация се наблюдава и при други спътници със синхронно въртене. Именно то кара Луната да е обърната към Земята винаги с една и съща страна. Въпреки това, дори и преди фотографирането на обратната страна на Луната от Луна 3 през 1959 г., над половината от повърхността на Луната (59%) е видима, благодарение на либрацията.
Трите вида лунна либрация са:
- Либрация по дължина – тя е резултат от ексцентрицитета на лунната орбита. Въртенето на Луната понякога изпреварва или изостава от орбиталната позиция. Лунната либрация по дължина е открита от Ян Хевелий през 1648 г.[2] Амплитудата може да достигне 7°54′.[3]
- Либрация по ширина – тя е резултат от лек наклон (около 6,7°) между оста на въртене на Луната и нормалата към равнината на орбитата ѝ около Земята. Произходът ѝ е аналогичен с начина, по който на Земята възникват сезони при въртенето ѝ около Слънцето. Обикновено това откритие се приписва на Галилео Галилей през 1632 г.[2] Амплитудата може да достигне 6°50′.[3]
- Дневна либрация – представлява малко ежедневно колебание, породено от въртенето на Земята, благодарение на което за наблюдателя може първо да погледне около едната страна, а след това около другата страна. Достига амплитуда не повече от 1°.[3]